# Холандска источноиндијска компанија
Холанска источноиндијска компанија (хол. Vereenigde Oostindische Compagnie, скраћено: V.O.C. односно VOC), или једноставно само "компанија" (хол. Compagnie), била је источноиндијска компанија у коју су се 1602. удружиле холандске трговинске компаније како би искључиле међусобну конкуренцију.
Компанија је од холандске државе добила право суверенитета (вођење ратова, градња тврђава, придобијање територија) и трговински монопол. То је била прва мултинационална компанија и највеће трговинско друштво 17. и 18. века.
Главно седиште компаније било је у Амстердаму и Миделбургу. Командно место трговачке пловидбе налазило се у Батавији (данас Џакарта) на Јави (Индонезија). Трговинске испоставе биле су на Деџими, вештачком острву у заливу пре Нагасакија (Јапан), у Персији (данас Иран), Бенгалу (данас Бангладеш и Индија), Цејлону (данас Шри Ланка), Формози (данас Тајван), Кејптауну (Јужноафричка Република) и на југу Индије.
Економска моћ компаније заснивала се пре свега на контроли пута зачина од „острва зачина” (данас Молучка острва) и Задње Индије (старо име за Индокинеско и Малајско полуострво). Ова компанија, структурирана у 6 комора (хол. Kamers), била је прва која је издала деонице. Након четвртог англо-холандског рата (1780—1784) компанија доспева у финансијске потешкоће и гаси се 1798. Њени поседи су постали део холандског колонијалног царства.
У готово два века постојања, Холандска источноиндијска компанија имала је око 4.700 бродова којима је превезла око 10 милиона људи. При томе, на први век отпада око једне трећине, а на други око две трећине бродова и превезених људи. Вредност трговачке робе превезене у првом веку (1640—1700) износила је 577 милиона фл. а у другом (до 1795) 1,6 милијарди фл. Једина конкуренција, Британска источноиндијска компанија (EIC), основана у Лондону 1600, није се могла наметнути VOC-у. Тек пред крај 17. века у једном кратком раздобљу EIC је ојачала до озбиљне конкуренције.

## Историја
Крајем 15. века први португалски бродови обишли су Рт добре наде и стигли до Индонезије. Тек монопол који су након тога положили Португалци на трговину зачинима, довео је до удруживања девет холандских трговаца. Они су 1595. (до 1597) послали флоту бродова вођену Корнелијусом Хутманом, која је, следећи пут којим је Јан Хујген ван Линсхот 1583. стигао до Гое, допловила до Азије. Експедиција овог савеза (Compagnie van Verre (Амстердам)) привукла је пажњу других холандских трговаца на нове могућности. Године 1600. удружила су се амстердамска трговачка друштва у Geünieerde Amsterdamse Oostindische Compagnie којим је амстердамски градоначелник издао право на трговински монопол за Азију.
Као реакцију на концентрацију моћи у Амстердаму, сад су се слична удружења склопила и у провинцији Зеланд, као и у градовима Хорн, Делфт и Енкузен. Тек рат за независност Холандије (Осамдесетогодишњи рат) са Шпанијом и добит остварена запленом бродског терета португалских бродова учинила је незаобилазним међусобно удруживање ових малих и самостално беспомоћних савеза. Извршене су припреме, а у односу на суздржљивост Зеландских компанија интервенисале су виђене особе, тако да је 20. марта 1602. могла да буде основана федерално структурирана Холандска источноиндијска компанија.
Парламент Холандије дао је, за почетак ограничен на рок од 21 године, трговински монопол за подручје источно од Рта добре наде, а западно од Магелановог мореуза.

### Оснивање компаније
Директори удружених друштава били су председништво Компаније. На тај начин 8 мјеста у председништву требало је да припадне раније удруженим амстердамским друштвима, а 8 другим друштвима. Зеланђани су се због тога и даље прибојавали од могуће доминације Амстердама. Различити предлози су разматрани, и на крају је постигнута сагласност да се уведе и седамнаесто место, које ће на смену заузимати један неамстердамац.
Тако састављен директоријум требало је да заседа у Амстердаму, али и овдје је требало да се наће компромис са Зеланђанима. Договорено је да се уведе осмогодишњи циклус унутар којег ће шест година директоријум заседати у Амстердаму, а председаваће ће му Амстердамац, док ће следеће две године заседање бити у Миделбургу, а председаваће ће му Зеланђанин.

### Рано раздобље компаније
Холандски парламент осигурао је документом формални трговински монопол за сва подручја источно од Рта добре наде и западно од Магелановог мореуза. Документ (хол. Charta) је давао нека суверена права компанији, као што је вођење рата. Одмах 1602. почела је прва експедиција на „острва зачина”, Амбон, најважније острво Молука. Монопол који је холандска држава препустила компанији био је за њу и изузетан изазов. Монопол је био временски ограничен, али значио је и пуно мања ограничења него што би била појединачна трговинска експедиција. У пракси, кориштење монопола захтевало је значајан финансијски напор који поједине коморе нису могле односно нису хтеле да сносе. Прва флота од 14 бродова морала је да буде значајно повећана како не би била само у почетку успешна, него је морала да осигура и успешну трговину с Азијом и за идуће деценије.
Тако је председништво донело одлуку (прву у историји) да се финансирање компаније спроведе издавањем деоница. Док је раније финансирање компаније имало средњорочно обележје и одговарало је обвезницама које су се односиле на бродски терет, деоничари су остајали везани за улагање у VOC десет година. Након каматне исплате 1612. године, деоничарима је било понуђено да упишу деонице за идућих десет година. Исплаћивана је и дивиденда, али деоничари нису имали право одлучивања у управљању компанијом. То се није променило нити након 1622/23. кад су права компаније продужена за нових 20 година.
Брзи успон компаније и успешност у спровођењу монопола били су пре свега резултат њене овако добијене финансијске снаге. Тако је могла да финансира опширне војне операције у азијском простору које су јој осигурале спровођење монопола пре свега у трговини зачинима. Уз то, спровођење монопола омогућило је и долазак других азијских роба у Холандију, као на пример кинеског порцелана. Након освајања Бандских острва (група у Молучким острвима), у монопол су укључени и мушкатни орашчићи и цвет, а касније и каранфилићи. Након што су са Цејлона протерали Португалце, трговина се шири и на цимет.

### Успон Компаније
Ради осигурања трговинских путева, 1619. у освојеној Џајакарти (данас Џакарта) основан је утврђени град Батавија. Већ од 1611. године у Џајакарти је постојала трговинска испостава компаније. Године 1641. Компанија осваја до тада португалску Малаку. Године 1652. следи градња бродске станице на Рту добре наде, 1659. освајају Палембанг (јужна Суматра), а 1661. присиљавају Макасар (јужни Сулавеси) да протерају Португалце који су се након пада Малаке склонили у тај град.
Као једино трговачко друштво у Индијама, компанија је у раздобљу 1635. до 1690. године остваривала профит у прекоморској трговини. Након тога (па све до 18. века), непрекидно расте удео у приходима компаније трговина унутар Азије. Са тиме долази и трговина с Јапаном, која се од 1639. одвија још само у организацији компаније. Током 17. века компанија већ почиње и са секундарним новчаним пословима. Висока зарада омогућила им је, да у Азији повољно купљено сребро даље с великом добити продају или директно у Европи, или европским трговцима који су трговали у Азији и тим сребром морали компанији да плаћају текстил и зачине (пре свега бибер).
Крајем 1660-их влада у Батану (западна Јава) оснива домаће трговинско удружење Bantenese Company, као конкуренцију компанији. Бантенешка компанија врло брзо директно тргује с Меком, Гуџаратом (северозападна Индија), Короманделском обалом (јужна Индија), Бенгалом, Сијамом, Камбоџом, Тајваном и Јапаном, и привлачи у Бантен трговинска заступства Енглеске, Холандије, Француске, Данске, Португије и Кине. У ратним обрачунима између султана Агенга (1626—1692) и његовог сина и наследника султана Хаји, син тражи помоћ од компаније, а компанија, као противуслугу тражи избацивање свих странаца из Бантана, препуштање монопола за трговину бибером компанији, и дозволу за успостављање гарнизона, Форт Спелвијк. Након тога, екомски и политички значај Султаната непрекидно опада, све до распада у 19. веку.
Након освајања Макасара 1667. године, задње луке преко које се одвијала трговина између Азије и Европе мимо контроле ВОЦа, и та могућност отпада (та трговина била је, сматрао је ВОЦ, кријумчарење). Од 1699. ВОЦ почиње са садњом плантажа кафе на Јави. Тако ВОЦ читавом већ постојећем асортиману трговинске робе из Азије додаје још и кафу.

### Слом Компаније
Унутар компаније је од самог почетка владала корупција и менталитет самопослуживања, пре свега у врховима трговинских заступстава који су Амстердамску (и Миделбуршку) матичну кућу коштали великог дела добити. Велике удаљености, правно слободан простор (из холандског угла гледања) источноиндијских подручја, особине које је, поред порекла, требало имати водеће особље (инстинкт за моћ, продорност, али не и честитост), погодовало је таквом развоју.
Смањење добити настаје тек с развојем спољшнополитичких догађања. Током 18. века расту ризици прекоморске трговине, па тиме и трошкови управљања Команијом до мере, да су настали губици који су морали бити покривани из резерви компаније. Поред тога, откриће хронометра 1774. и тиме отворена могућност одређивања географске дужине што је олакшало навигацију, имало је за компанију амбивалентно значење.
Компанија која је у време три рата с Британском империјом преузела на себе рискантан подухват пловидбе кроз Ламанш и не само успешно то обављала него се уз то и развила у највеће трговинско друштво на свету, почела се у време четвртог рата 1780—1784. суочавати с великим проблемима. Бродови на доласку из Азије нису могли да уплове у матичне луке, па стога није могло бити нити аукције пристигле робе. Поред тога, због година у којима је имала губитке, компанија губи и кредитну веродостојност. Судбина компаније запечаћена је тек уласком Француза у Холандију.
Након неких неуспелих покушаја да се компанија опорави, компанија се 1798 распушта. Њено преостало власништво постаје имовина нације, а дугови су проглашени националним дугом.